# Циллхардт, Мадлен
Мадлен Циллхардт (фр. Madeleine Zillhardt; 10 июня 1863, Сен-Кантен — 12 декабря 1950, Нёйи-сюр-Сен) — французская художница.

## Биография
Проведя детство и юность в Сен-Кантене, Мадлен Циллхардт отправилась в Париж.
Там она поступила в Aкадемию Жюлиана (частная академия художеств в Париже, основанная художником Родольфо Жюлианом в 1868 году).
Среди подруг Мадлен Циллхардт были русская художница Мария Башкирцева и швейцарская художница Луиза Катерина Бреслау, ставшая её спутницей жизни. Они прожили вместе около сорока лет.

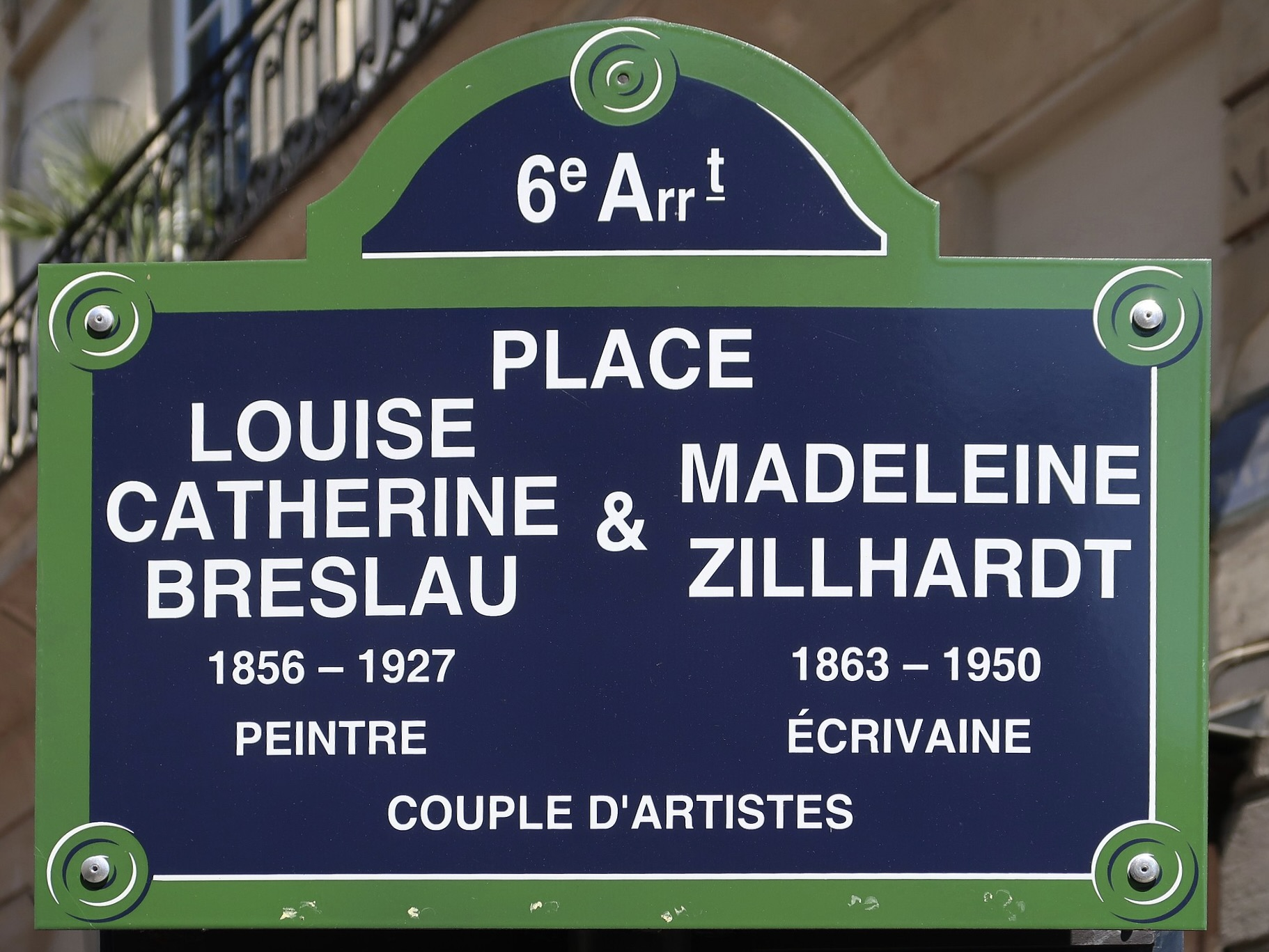
В честь Луизы Бреслау и Мадлен Циллхардт названа площадь

## Память
- В честь Луизы Бреслау и Мадлен Циллхардт названа площадь Place Louise-Catherine-Breslau-et-Madeleine-Zillhardt в шестом округе Парижа[3].
- Баржа «Луиза-Катрина»[англ.] в Париже, выкупленная Мадлен Циллхардт в 1928 году и перепроектировання архитектором Ле Корбюзье под приют для бездомных[4].